# Nesticus dilutus
Nesticus dilutus là một loài nhện trong họ Nesticidae.
Loài này thuộc chi Nesticus. Nesticus dilutus được Willis J. Gertsch miêu tả năm 1984.